# Iouriy Drohobytch
Iouriy Myhaïlovytch Donat-Kotermak (en ukrainien : Юрій Михайлович Донат-Котермак), dit Iouriy Drohobytch (en ukrainien : Юрій Дрогобич ; en latin : Magister Georgius Drohobicz de Russia ; en polonais : Jerzy Drohobycz ou Jerzy Kotermak Drusianus ; en italien : Giorgio da Leopoli), né à Drohobytch en 1450 et mort en 1494, est un astronome, astrologue, médecin et philosophe ukrainien établi en Italie.

## Biographie

### Formation
Iouriy Kotermak naît à Drohobytch, en Ruthénie rouge (actuelle Ukraine occidentale). Fils du salinier Mykhaïlo Donat, il effectue sa scolarité à l'école paroissiale locale, affiliée à l'église Saint-Georges de Drohobytch. Il poursuit ensuite des études secondaires Lwów (actuelle Lviv), alors située dans la voïvodie de Ruthénie de la Couronne du royaume de Pologne, avant de fréquenter l'université Jagellonne de Cracovie de 1470 à 1473 : il y obtient d'abord un baccalauréat, puis une maîtrise en 1473. Il enseigne durant l'été et participe à des discussions scientifiques les samedis et dimanches. Après ce passage fructueux à Cracovie, Drohobych intègre l'université de Bologne, où les sciences naturelles et la médecine gagnent en popularité. Il y améliore son latin, apprend le grec et poursuit ses études de philosophie naturelle, et en particulier d'astronomie. Le professeur d'astronomie de Drohobytch est Girolamo Manfredi (en), l'un des astronomes les plus renommés de l'Italie du XVe siècle. Manfredi présente Drohobytch à l'astronome allemand Regiomontanus, adepte de l'héliocentrisme — théorie qui n'a pas encore été prouvée mathématiquement à l'époque.

### Université de Bologne
De 1478 à 1482, Iouriy Drohobytch poursuit ses humanités à l'université de Bologne, où il obtient des doctorats en philosophie et en médecine (1482). Peu après la fin de ses études de médecine, il se voit proposer un poste de professeur d'astronomie à l'université. Début 1481, le corps étudiant de cette dernière élit Drohobytch, à l'âge de 30 ans seulement, recteur de l'école de médecine et des arts libres : pendant un an, durée du mandat régulier d'un recteur élu, il combine ses responsabilités académiques, qui comprennent l'enseignement de l'astronomie et de la recherche médicale, avec des obligations administratives. Il a aussi autorité civile et légale sur les étudiants et les professeurs placés sous sa direction.

### Enseignements

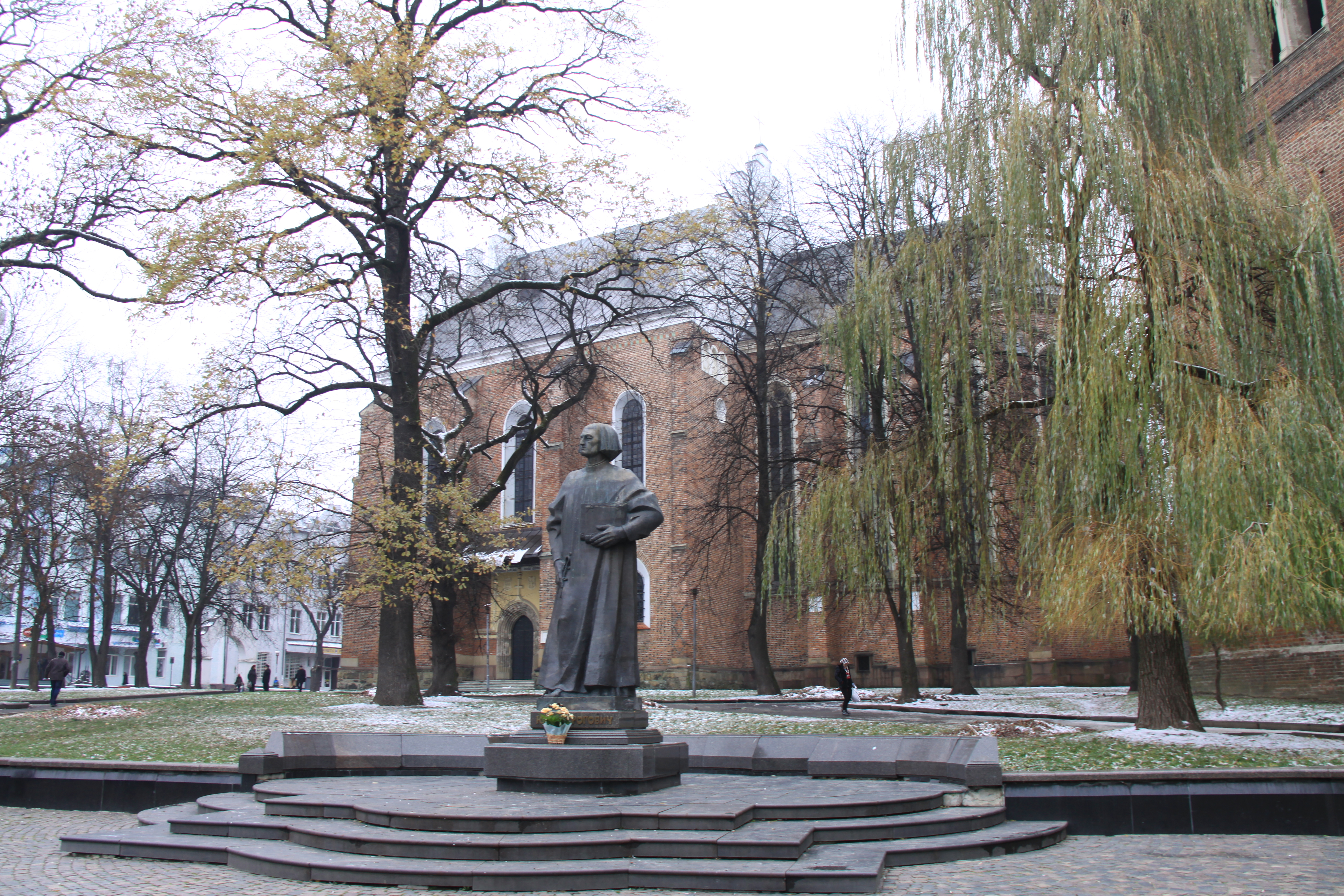
Monument à Iouriy Drohobytch par Teodozia Bryj (Lviv), classé au Registre national des monuments immeubles d'Ukraine.

En 1483, il publie Magistri Georgii Drohobicz de Russia Iudicium Pronosticon Anni 1483 Currentis. Cet ouvrage est considéré comme le premier livre imprimé ukrainien connu (bien qu'il soit publié à Rome). En plus de quelques prédictions astrologiques, Drohobytch y aborde des questions de géographie, d'astronomie et de météorologie. En 1486, il retourne à Cracovie, où il commence sa carrière médicale et enseigne la médecine à l'université Jagellon. De même que ses pairs de Bologne, il fonde ses cours sur les travaux d'Hippocrate, de Claude Galien et d'Avicenne. Quelques années plus tard, il obtient une chaire de professeur de médecine et devient le médecin du roi polonais Casimir IV Jagellon, avant d'être nommé doyen du département de médecine en 1492. Dans le cadre de ses activités professorales, il échange régulièrement avec ses étudiants hors du cadre universitaire pour discuter de théories rejetées par la doctrine scientifique officielle, comme il est d'usage à cette époque. Nicolas Copernic aurait notamment assisté à ces débats informels menés par Drohobytch, mais il n'est pas certain que le premier ait eu une influence sur le second.